# Paramount AHRLAC

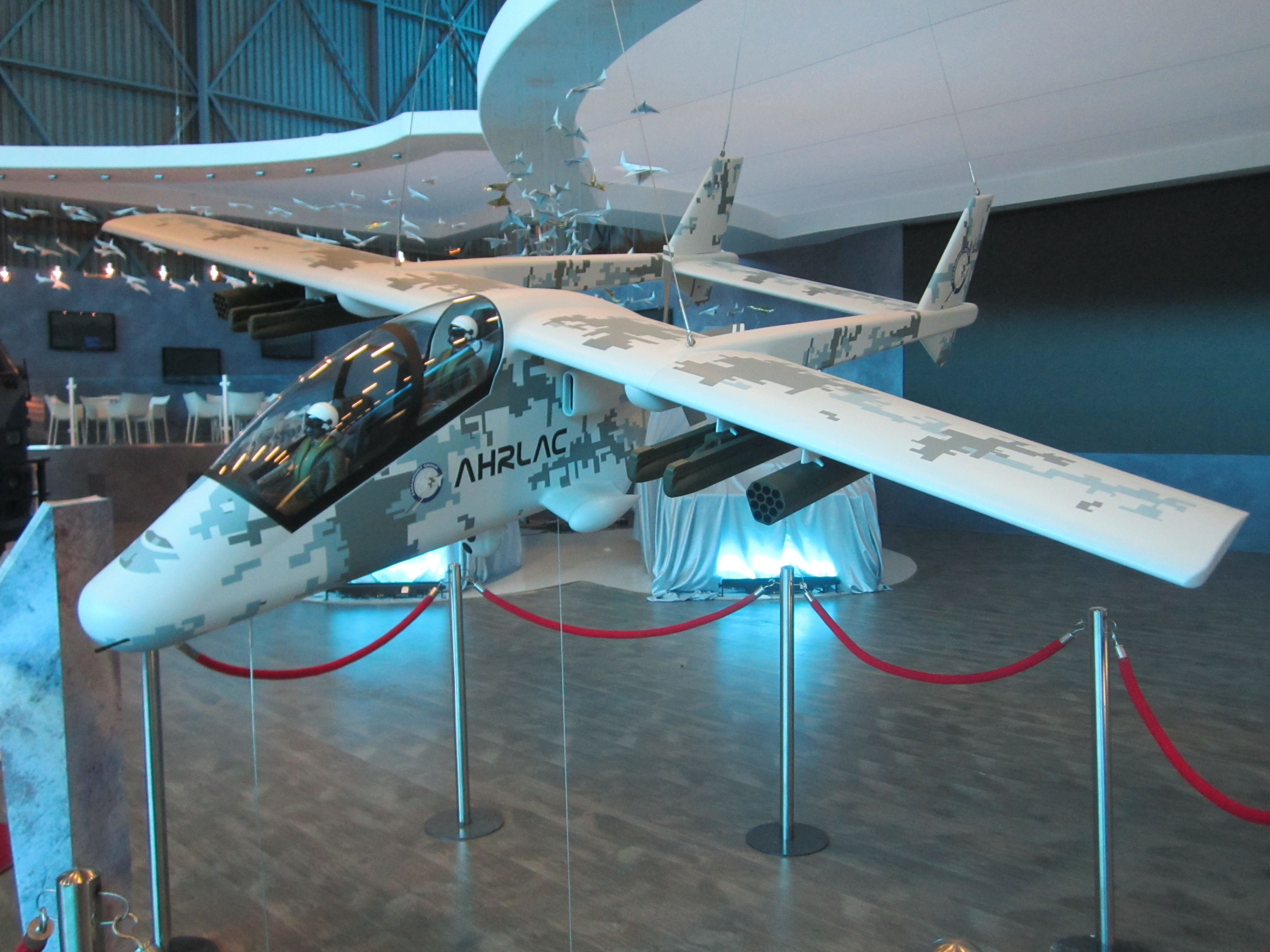
AHRLAC-Modell auf der AAD2012

Die Paramount AHRLAC ist ein leichtes Aufklärungsflugzeug der südafrikanischen Hersteller Paramount und Aerosud. Die Bezeichnung „AHRLAC“ steht für „Advanced High Performance Reconnaissance Light Aircraft“ (dt.: „leichtes fortschrittliches Hochleistungs-Aufklärungsflugzeug“). Der Erstflug fand am 26. Juli 2014 statt.

## Konstruktion
Die AHRLAC ist als Aufklärer für den militärischen und zivilen Bereich vorgesehen. Sie ist ein zweisitziger Schulterdecker in einer der OV-10 Bronco ähnlichen konstruktiven Auslegung mit doppelten Leitwerksträgern. Als leichtes Kampfflugzeug soll sie mit einer 20-mm-Kanone und vier bis sechs Außenlaststationen unter den Tragflächen ausgerüstet werden. Im September 2011 wurde in Pretoria ein Ingenieursmodell der Öffentlichkeit vorgestellt.

## Technische Daten

Dreiseitenriss zum AHRLAC

| Kenngröße             | Daten                                                                 |
| --------------------- | --------------------------------------------------------------------- |
| Besatzung             | 2                                                                     |
| Länge                 | 10,50 m                                                               |
| Spannweite            | 12 m                                                                  |
| Höhe                  | 4 m                                                                   |
| Flügelfläche          | 19,50 m²                                                              |
| Flügelstreckung       | 7,4                                                                   |
| Leermasse             | k. A.                                                                 |
| max. Startmasse       | 3800 kg                                                               |
| Nutzlast              | 800 kg                                                                |
| Höchstgeschwindigkeit | ca. 500 km/h                                                          |
| Dienstgipfelhöhe      | 9500 m                                                                |
| Reichweite            | über 2000 km                                                          |
| max. Flugdauer        | über 7,5 h                                                            |
| Triebwerke            | eine Propellerturbine Pratt & Whitney PT6A-66 mit 950 PS (ca. 700 kW) |